# Ignacy Posadzy

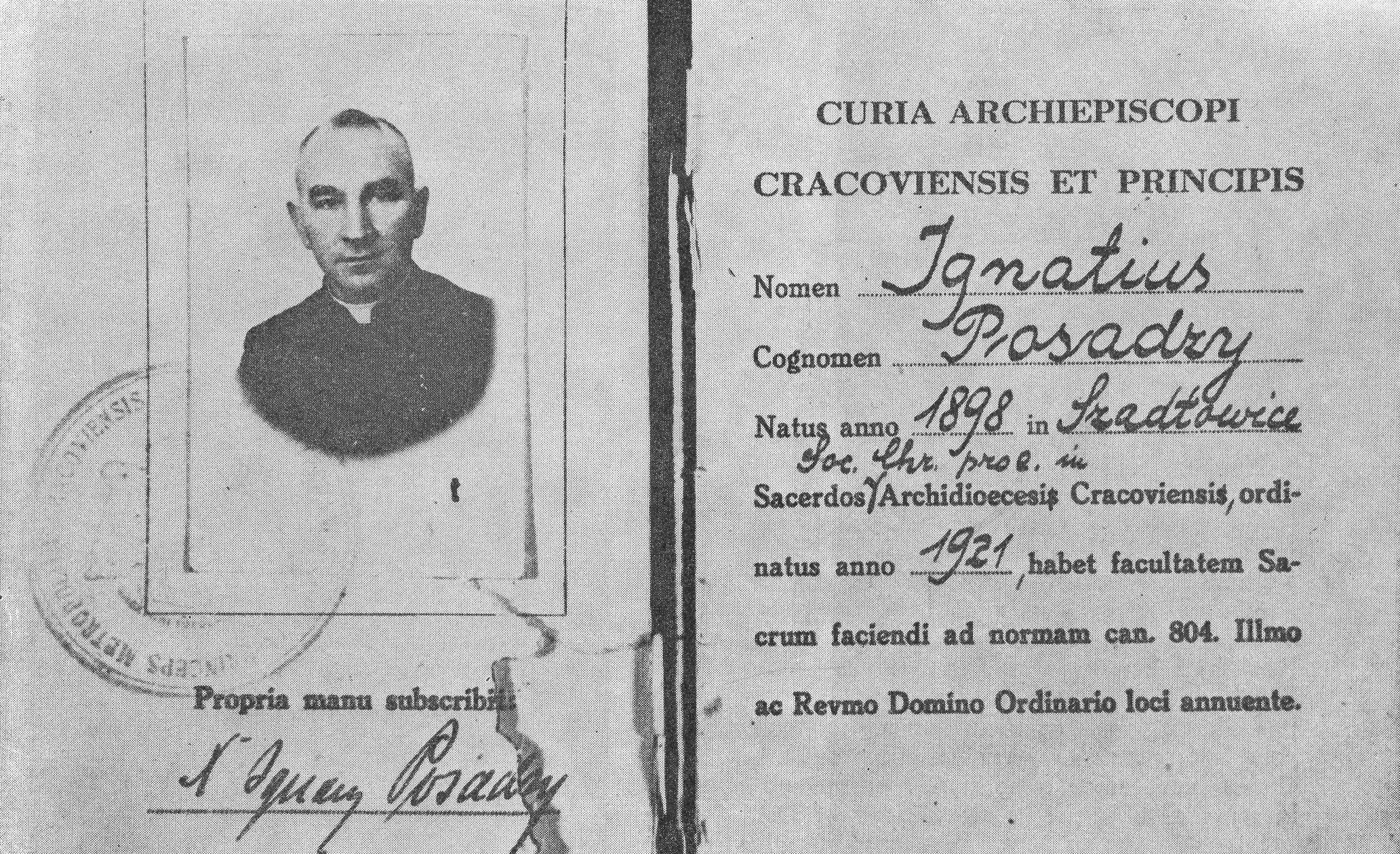
Dokument przełożonego

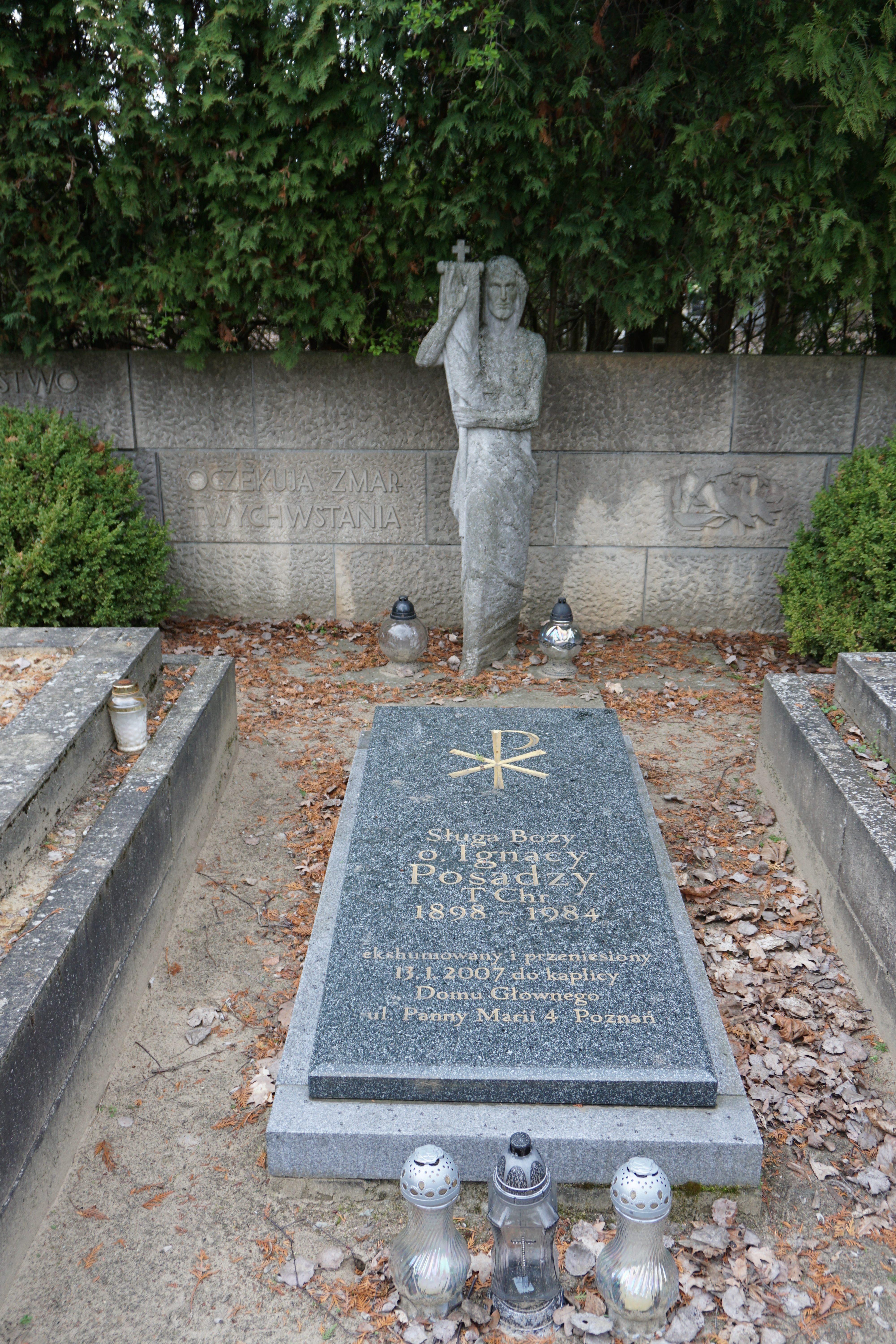
Pierwotny grób ks. Ignacego Posadzego na Cmentarzu Miłostowo w Poznaniu

Ignacy Posadzy (ur. 17 lutego 1898 w Szadłowicach, zm. 17 stycznia 1984 w Puszczykowie) – polski duchowny katolicki, chrystusowiec oraz Czcigodny Sługa Boży Kościoła katolickiego.

## Życiorys
W 1905 wziął udział w strajku dzieci, skierowanym przeciwko wprowadzeniu języka niemieckiego na lekcjach religii w szkole w Szadłowicach. Od 1908 uczęszczał do Gimnazjum im. Jana Kasprowicza w Inowrocławiu. Po maturze, w 1917 wstąpił do Arcybiskupiego Seminarium Duchownego w Poznaniu. Ze względu na I wojnę światową studia kontynuował w Münster i Fuldzie, a po jej zakończeniu w Gnieźnie i Poznaniu.
W Niemczech po raz pierwszy zetknął się z problemem polskiej emigracji, a w sposób szczególny z problemami robotników sezonowych z zaboru rosyjskiego. Postanowił, że kiedy będzie kapłanem, poświęci swój wolny czas rodakom na obcej ziemi.
19 lutego 1921 w katedrze gnieźnieńskiej, z rąk biskupa Wilhelma Kloske przyjął święcenia kapłańskie. Po święceniach był wikariuszem w poznańskim kościele farnym, a później prefektem w Państwowym Seminarium Nauczycielskim w Poznaniu. W tym czasie był również współredaktorem miesięcznika „Biblioteka Kaznodziejska” oraz „Wiadomości dla Duchowieństwa”.

## Życie zakonne
W 1929 z ramienia prymasa Polski, kard. Augusta Hlonda, odbył podróż do Brazylii, Urugwaju i Argentyny, w celu poznania warunków życia polskich emigrantów.
W 1932 kard. Hlond powierzył ks. Posadzemu zorganizowanie nowego, męskiego zgromadzenia zakonnego – Towarzystwa Chrystusowego dla Wychodźców (obecnie Zgromadzenie to nosi nazwę: Towarzystwo Chrystusowe dla Polonii Zagranicznej). W ten sposób ks. Posadzy stał się pierwszym nowicjuszem tegoż Zgromadzenia, a po złożeniu ślubów zakonnych w 1933 został mianowany przełożonym generalnym. Urząd ten pełnił do 1968.
Pamiętając o sugestii kard. Augusta Hlonda, w 1959 założył w Morasku pod Poznaniem żeńskie zgromadzenie zakonne – Siostry Misjonarki Chrystusa Króla.
Ks. Posadzy zmarł 17 stycznia 1984 w Puszczykowie pod Poznaniem. Został pochowany na poznańskim cmentarzu na Miłostowie, w kwaterze chrystusowców. W roku 2007 została przeprowadzona ekshumacja i doczesne szczątki o. Ignacego zostały przeniesione do kaplicy Domu Głównego w Poznaniu. 

## Proces beatyfikacyjny
| Proces beatyfikacyjny Ignacego Posadzego | |
| Data                                     | Wydarzenie |
| 16 czerwca 1999                          | Pismo przełożonego generalnego Towarzystwa Chrystusowego, skierowane do arcybiskupa poznańskiego, w sprawie rozpoczęcia procedury beatyfikacyjnej                  |
| 23 maja 2000                             | Nihil obstat Kongregacji Spraw Kanonizacyjnych |
| 17 stycznia 2001                         | Uroczyste rozpoczęcie procesu w archikatedrze poznańskiej |
| 22 lutego 2001                           | Przesłuchanie pierwszego świadka |
| 10 maja 2005                             | Nominacja postulatora – ks. Bogusława Kozioła SChr |
| 19 września 2005                         | Śmierć jednego z sędziów procesu – ks. prof. dr hab. Edwarda Nawrota                                                                                               |
| 30 marca 2006                            | Nominacja nowego notariusza – ks. Andrzeja Orczykowskiego SChr |
| 12–13 stycznia 2007                      | Ekshumacja i rekognicja jego doczesnych szczątków, przeniesienie i złożenie w kaplicy domu głównego                                                                |
| 20 stycznia 2007                         | Translacja jego doczesnych szczątków |
| 18 kwietnia 2007                         | Sesja podczas której przesłuchano ostatniego świadka |
| 6 maja 2009                              | Zakończenie diecezjalnego etapu procesu beatyfikacyjnego |
| 19 czerwca 2009                          | Złożenie dokumentacji w Kongregacji Spraw Kanonizacyjnych w Rzymie                                                                                                 |
| 1 lipca 2009                             | Zatwierdzenie postulatora rzymskiego (ks. Tomasza Porzyckiego SChr) przez Kongregację Spraw Kanonizacyjnych                                                        |
| 22 sierpnia 2009                         | Nominacja ks. Bogusława Kozioła SChr na wicepostulatora w procesie                                                                                                 |
| 3 września 2009                          | Dekret Kongregacji Spraw Kanonizacyjnych, zezwalający na otwarcie procesu na etapie rzymskim                                                                       |
| 23 listopada 2009                        | Otwarcie akt procesowych w Rzymie i skierowanie ich do formalnego sprawdzenia, w celu wydania dekretu "de validitate"                                              |
| 7 lipca 2011                             | Dekret Kongregacji Spraw Kanonizacyjnych o ważności akt procesu diecezjalnego                                                                                      |
| 1 października 2014                      | Rezygnacja ks. Tomasza Porzyckiego SChr z funkcji postulatora |
| 10 kwietnia 2015                         | Dekret nominacyjny przełożonego generalnego ks. Ryszarda Głowackiego SChr dla ks. Bogusawa Kozioła SChr, mianujący go na postulatora w procesie na etapie rzymskim |
| 29 maja 2015                             | Zatwierdzenie ks. Bogusława Kozioła SChr przez Kongregację Spraw Kanonizacyjnych postulatorem rzymskim                                                             |
| 21 czerwca 2018                          | Postulator złożył w Kongregacji Spraw Kanonizacyjnych w Rzymie ukończone Positio super vita, virtutibus et fama sanctitatis                                        |
| 30 listopada 2021                        | Dyskusja Komisji Teologicznej nad Positio |
| 1 grudnia 2021                           | Komisja Teologiczna ocenia Positio pozytywnie |
| 13 grudnia 2022                          | Dyskusja kardynałów i biskupów dotycząca heroiczności jego cnót, która zakończyła się akceptacją przedłożonej dokumentacji                                         |
| 17 grudnia 2022                          | Papież Franciszek potwierdził pozytywną opinię kardynałów i biskupów. Od tego dnia przysługuje o. Ignacemu tytuł Czcigodnego Sługi Bożego                          |